# Acaena stricta
Acaena stricta är en rosväxtart som beskrevs av August Heinrich Rudolf Grisebach. Acaena stricta ingår i släktet taggpimpineller, och familjen rosväxter.

## Underarter
Arten delas in i följande underarter:
- A. s. gracilis
- A. s. robusta